# Snesere Sogn
Snesere Sogn 
ist eine Kirchspielsgemeinde (dän.: Sogn)
auf der Insel Sjælland im südlichen Dänemark.
Bis 1970 gehörte sie zur Harde Bårse Herred im damaligen Præstø Amt, danach zur Fladså Kommune im Storstrøms Amt, die im Zuge der  Kommunalreform zum 1. Januar 2007 in der Næstved Kommune in der Region Sjælland aufgegangen ist.
Im Kirchspiel leben 2746 Einwohner, davon 1707 in der Stadt Tappernøje (Stand: 1. Januar 2023).
Im Kirchspiel liegt die Kirche „Snesere Kirke“.
Nachbargemeinden sind im Norden Everdrup Sogn und im Westen Mogenstrup Sogn und Hammer Sogn, ferner in der südlich benachbarten Vordingborg Kommune Bårse Sogn, Beldringe Sogn und Præstø Sogn.